# Urho Kekkonen
Urho Kaleva Kekkonen (Pielavesi, 3 settembre 1900 – Helsinki, 31 agosto 1986) è stato un politico e altista finlandese.
Primo ministro dal 1950 al 1953 e dal 1954 al 1956, è stato l'ottavo Presidente della Finlandia dal 1956 al 1982; è il presidente con il più lungo periodo in carica nella storia della Finlandia.

## Biografia
Kekkonen crebbe in una famiglia di condizioni modeste (il padre Juho era taglialegna e la madre Emilia Pylvänäinen era contadina da generazioni) nella Finlandia nord-orientale. Da giovane Kekkonen partecipò alla guerra civile finlandese nel 1918 dalla parte dei bianchi come partigiano, lavorò come agente investigativo della polizia centrale in quanto diplomato e tirocinante in scienze giuridiche e fu anche socio del proficuo Circolo accademico careliano per l'ideale delle tribù.
Urho Kekkonen vinse nel 1924 il titolo finlandese di salto in alto con la misura di 1,84. Per i tempi Kekkonen era detentore di un buon tempo anche nei cento metri piani (11 secondi netti), e nel salto triplo riuscì a saltare ben 14 metri. Dal 1932 al 1947 fu presidente della federazione finlandese di atletica leggera e dal 1937 al 1946 ricoprì anche l'incarico di presidente del Comitato Olimpico Finlandese.
Fu presidente della Finlandia dal 1956 fino al 1982, quando dovette dimettersi per motivi di salute. L'istituto UKK fu fondato nel 1980 da un'ispirazione sportiva di Kekkonen, il cui proposito era quello di aiutare a migliorare l'assetto fisico e corporeo della popolazione finnica.
In qualità di presidente, Kekkonen ha continuato la politica di "neutralità attiva" del suo predecessore, il presidente Juho Kusti Paasikivi, che divenne nota come la dottrina Paasikivi-Kekkonen, in base alla quale la Finlandia mantenne la sua indipendenza pur mantenendo buone relazioni ed ampi scambi con i membri sia della NATO che del Patto di Varsavia. I commentatori critici si riferivano a questa politica di pacificazione in senso peggiorativo come finlandizzazione. Ha ospitato la Conferenza sulla sicurezza e la cooperazione in Europa ad Helsinki nel 1975 ed è stato considerato un potenziale candidato per il premio Nobel per la pace di quell'anno. È accreditato dagli storici finlandesi per le sue politiche estere e commerciali, che hanno permesso all'economia di mercato finlandese di tenere il passo con l'Europa occidentale ed anche con l'Unione Sovietica come vicina, e per la Finlandia di prendere gradualmente parte al processo di integrazione europea. D'altra parte, la sua fame di potere percepita, il suo atteggiamento divide et impera nella politica interna e la mancanza di un'autentica opposizione politica, specialmente durante l'ultima parte della sua presidenza, hanno notevolmente indebolito la democrazia finlandese durante la sua presidenza. Dopo la presidenza di Kekkonen, la riforma della Costituzione della Finlandia è stata avviata dai suoi successori per aumentare il potere del Parlamento e primo ministro a spese del presidente.